# Jimmy Payne
Jimmy Payne (Bootle, 10 maart 1926 – 23 januari 2013) was een Engels voetballer.
Hij is een van de weinige spelers die ooit speelde bij zowel Liverpool FC als aartsvijand en stadgenoot Everton FC.
Payne was een geboren Evertonsupporter, maar hij tekende bij de vijand Liverpool FC. Hij speelde daar van 1944 tot 1956. Hij maakte 244 keer zijn opwachting als vleugelaanvaller.
Zijn debuut maakte hij op 11 september 1948 als rechtsbuiten op Anfield tegen Bolton Wanderers FC, een maand later maakte hij zijn eerste doelpunt: tegen Chelsea FC. Hij maakte uiteindelijk 43 treffers.
Payne was redelijk vaak geblesseerd. Toch kocht Everton hem in 1956, maar hij kwam door blessures maar 6 wedstrijden in actie. Hij werd vervolgens perschef.
Op zijn 78e belandde Payne in een verzorgingstehuis en in 2013 overleed hij op 86-jarige leeftijd.